# Jiří Cieslar
Jiří Cieslar (7. února 1951 Praha – 16. ledna 2006 Praha) byl český filmový a literární kritik a vysokoškolský pedagog. Od roku 1995 vedl Ústav filmových studií Filozofické fakulty Univerzity Karlovy v Praze.

## Život
Jiří Cieslar studoval od roku 1969 na Filozofické fakultě Univerzity Karlovy obory komparatistika u profesora Václava Černého a historie. Po zrušení Katedry komparatistiky a vyhnání Černého z fakulty, přešel na obor filmová věda na Katedře divadelní a filmové vědy, kterou absolvoval roku 1974. Do roku 1990 pracoval jako redaktor ve filmovém týdeníku Záběr.
S manželkou inženýrkou Evou Cieslarovou (dcerou filmového historika Myrtila Frídy) měl tři dcery (nejstarší, Olga byla k roku 2012 doktorandkou na DAMU, dvojčata Eliška a Veronika) a dva syny (Jiří Š. a Jakub).
V roce 1976 se s manželkou podílel na založení, resp. obnovení (nelegálního) spolku SIE (Societas Incognitorum Eruditorum in terris Austriacis, legální učená společnost tohoto jména existovala v Olomouci 1746–52). Od května 1976 do prosince 1988 toto proměnlivé sdružení 12–18 přátel vydávalo strojopisný kulturně-politický měsíčník Acta incognitorum (dnes v Libri prohibiti Jiřího Gruntoráda), kde publikoval řadu filmových kritik a esejů (některé byly po Listopadu vydány knižně ve výboru „Concettino ohlédnutí“).
Po sametové revoluci začal přednášet na Katedře divadelní a filmové vědy Filozofické fakulty Univerzity Karlovy, kde byl v roce 1996 jmenován vedoucím samostatné Katedry filmové vědy. Stal se též interním redaktorem obnoveného týdeníku Literární noviny, po jeho přesunu do Brna v roce 2005 spoluzakládal pražský týdeník A2. Mimo ně publikoval také v časopisech Světová literatura, Respekt, Revolver Revue, Reflex, Týden a v odborných periodikách Film a doba a Iluminace.
V roce 2001 o něm natočil Miloslav Novák na FAMU středometrážní dokumentární "zábavný, intimní i ironický portrét" pod názvem J.C. - Zkušenost s expresionismem.
V roce 2003 byl jmenován profesorem a získal Cenu F. X. Šaldy „za vynikající výsledky v oblasti umělecké kritiky a kritické publicistiky“. Byl členem Mezinárodní federace filmových kritiků (FIPRESCI).
Vedle mnoha článků mu vyšly knihy Filmové zápisky 1990–93; Concettino ohlédnutí: portréty, kritiky a eseje 1975–1995; Démanty všednosti (2002, spoluautor), Kočky na Atalantě (2003). Časopis A2 zařadil knihu Filmové zápisky 1990–93 do českého literárního kánonu po roce 1989, tedy do výběru nejdůležitějších českých knih v období třiceti let od sametové revoluce.
Od puberty trpěl bipolární afektivní poruchou.[zdroj⁠?!] V lednu 2006 spáchal sebevraždu skokem z okna.
Jan Rejžek ho po jeho smrti označil za největšího českého filmového kritika.

## Výběr z bibliografie
- CIESLAR, Jiří: Matouš, Torst, 2015, 516 s., ISBN 978-80-7215-512-5